# Koch Bihar

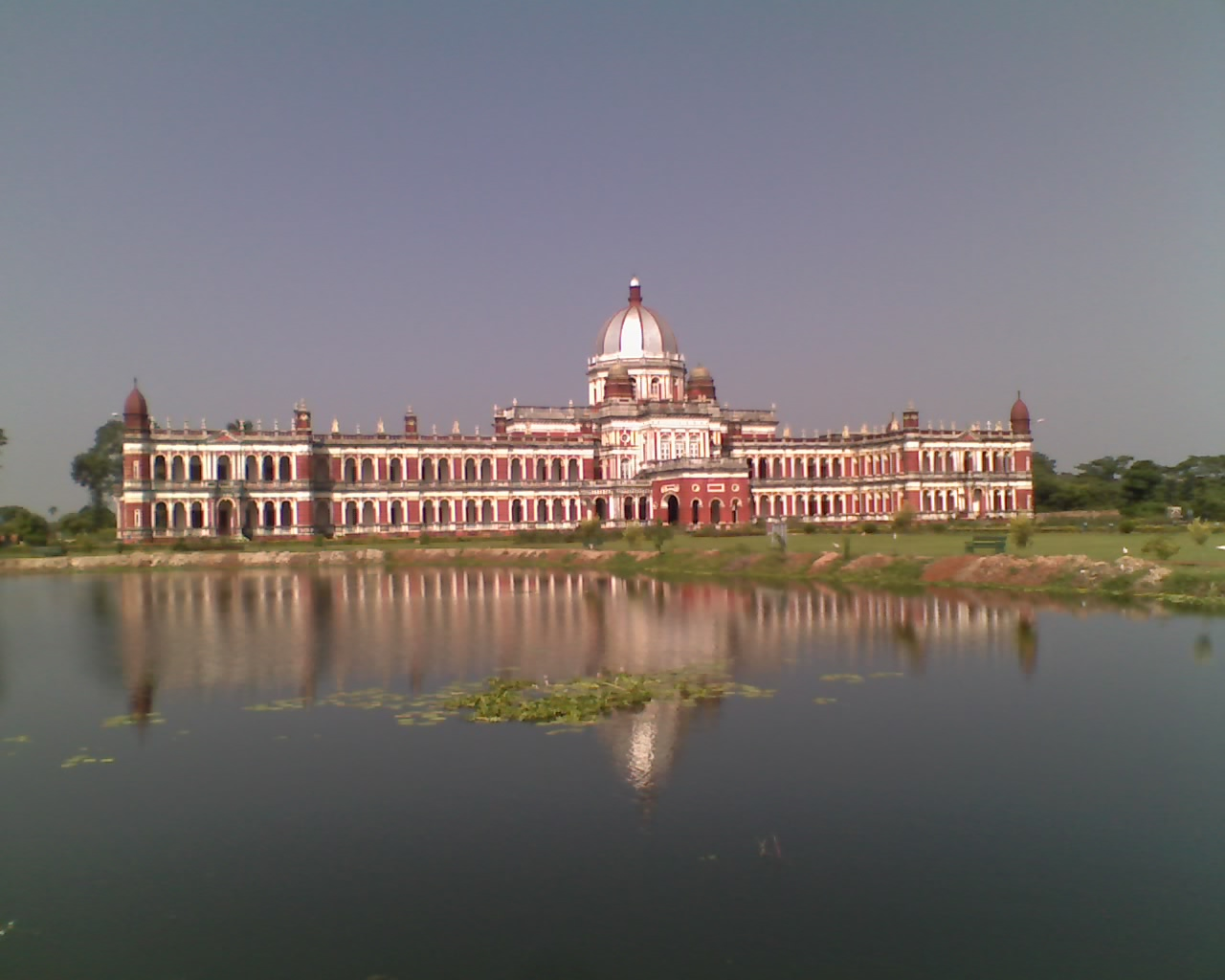
Palatset i Koch Bihar.

Koch Bihar (alternativt Cooch Behar, Kutch Behar, bengali কোচবিহার) är en stad i Indien och är belägen i delstaten Västbengalen. Den är administrativ huvudort för distriktet Koch Bihar. Folkmängden uppgick till 77 935 invånare vid folkräkningen 2011, med förorter 106 843 invånare.